# 3х3
Баскетбол 3 на 3, официално наричан 3х3 от ФИБА, е форма на баскетбол която се играе на половин игрище и на един кош. Неофициално, този вид баскетбол е една от най-често-срещаните дорми на стрийтбол, но в началото на 21 век ФИБА решава да го превърне в официален спорт. За спортен директор на развитието му е избран бившия български национал и спортен директор във ФИБА Европа Коста Илиев.
Спортът е изпробван за пръв път през ноември 2007 г. с турнир за младежи по време на Азиатските игри в зала, провели се в Макао. Първият официален турнир се провежда по време на Юношеските азиатски игри в Сингапур, където има и мъжко и женско състезание. Първият световен турнир в спорта се състои през септември 2011 г. в Римини, Италия, и също е за младежи. Злато печели Нова Зеландия при момчетата (от 35 отбора) и Испания при момичетата (от 16 отбора). Сребро при момчетата взима България с отбор съставен от Павлин Иванов, Митко Димитров, Тенчо Тенчев (който печели злато в стрелба от тройка) и Алекс Симеонов.
Очаква се спортът да бъде включен в олимпийската програма през 2016 г.